# Énekes István (ökölvívó)

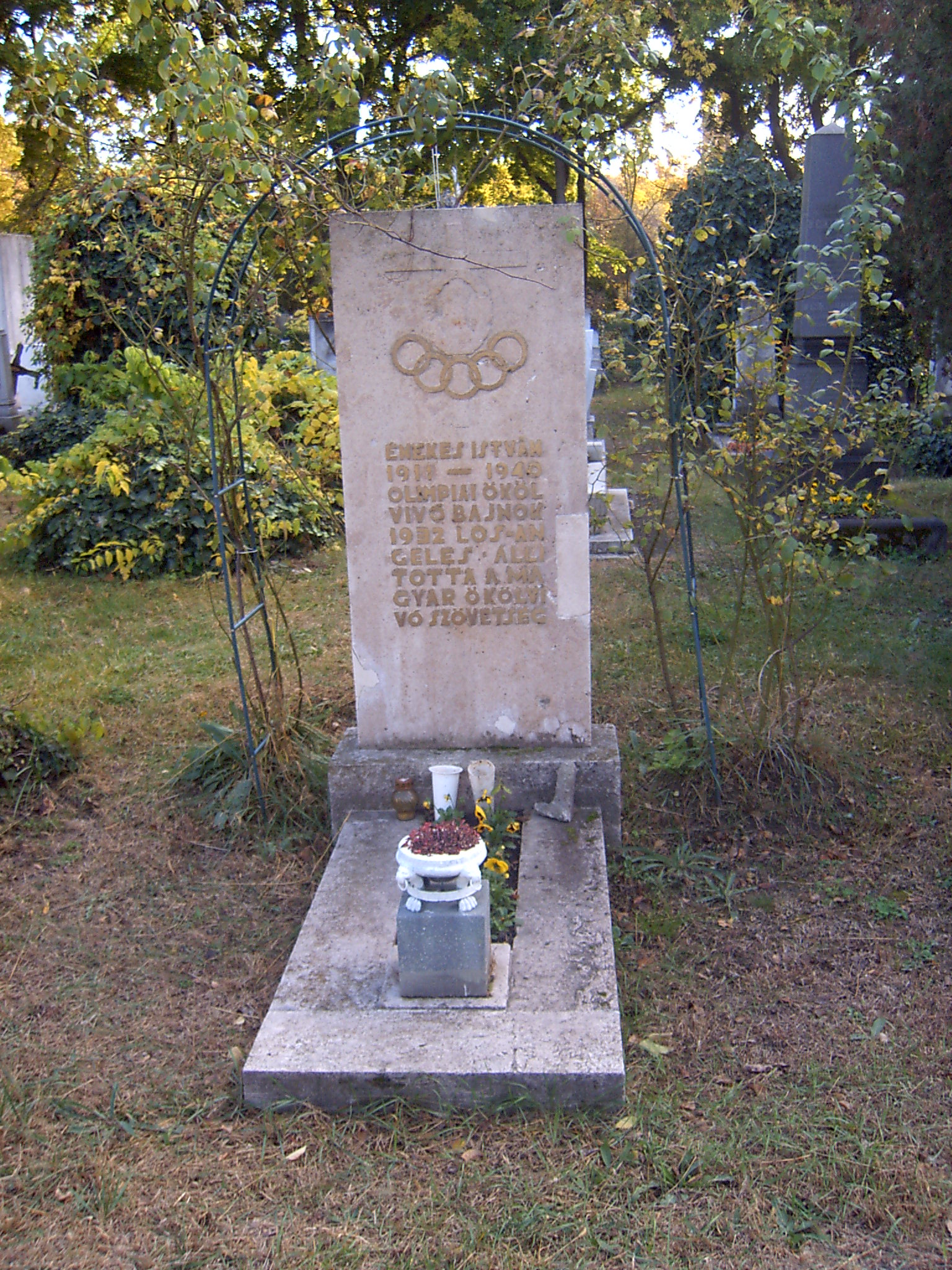
Énekes István sírja

Énekes István (Budapest, 1911. február 20. – Budapest, 1940. január 2.) olimpiai bajnok ökölvívó, Énekes Vilmos ökölvívó bátyja.

## Életpályája
Vasúti tisztként 1927-től 1940-ig a Budapesti Vasutas SC  ökölvívó szakosztályának versenyzője volt. 1928-ban részt vett a hazai olimpiai válogatón, de Kocsis Antaltól vereséget szenvedett. Decemberben Budapest bajnokságot nyert. Egy évre rá a légsúly magyar bajnoka lett. 1930-ban Budapesten szerzett Európa-bajnoki címet.
1928-tól huszonhat alkalommal szerepelt a magyar válogatottban. Az 1932. évi nyári olimpiai játékokon, Los Angelesben olimpiai bajnoki címet nyert. Az újkori olimpiák történetében ez volt a magyar csapat huszonnegyedik, a magyar ökölvívás második aranyérme.
1934-ben újra Európa-bajnok lett. Ebben az évben érte el utolsó nemzetközi sikerét. Röviddel huszonkilencedik életévének betöltése előtt öngyilkos lett. A Fiumei úti sírkertben nyugszik [34-9-13].

## Sporteredményei
- olimpiai bajnok 
  - 1932, Los Angeles: légsúly
- háromszoros Európa-bajnok:
  - 1930, Budapest: légsúly
  - 1932, Los Angeles:[2] légsúly
  - 1934, Budapest: harmatsúly
- négyszeres magyar bajnok 
  - légsúly: 1929, 1930, 1932
  - harmatsúly, csapat: 1934

## Díjai, elismerései
- V. osztályú Magyar érdemkereszt (1932)

## Emlékezete
- Alakja felbukkan (említés szintjén) Kondor Vilmos magyar író Budapest noir című bűnügyi regényében.